# カンフーハッスル
『カンフーハッスル』（原題：功夫）は、2004年公開のチャウ・シンチー（周星馳）監督作品。

## 概要
『少林サッカー』に続くチャウ・シンチー監督・主演作。日本では、2005年元日に公開された。

## 物語
1930年代の上海。金と女が行きかう派手な街は、ライバルの殺戮でのし上がってきた斧頭会（ふとうかい）という暴力組織が牛耳っていた。ライバルを次々と殺戮しつつ、警察権力すらも買収して実権を握っていた。一方、街の片隅にある貧困地区、猪籠城寨（日本語字幕及び日本語吹替では豚小屋砦）」は貧しいながらも活気に持ち、住民らがひっそりと暮らす場所だった。そこに「俺たちは斧頭会だ!」と入り込んできた2人の男、シン（チャウ・シンチー）とその相棒（ラム・ジーチョン）。実はその2人、斧頭会の名を騙る単なるチンピラだった。住民から金を巻き上げようと企むが、そのポンコツぶりから直ぐに正体を見破られてしまう。シンが悔し紛れに投げ付けた爆竹が偶然にも本物の斧頭会幹部の頭に直撃、激怒した斧頭会が豚小屋砦に押し寄せる。ところが、単なる貧しい普通の住民たちに見えた連中こそ、実は見た目からは想像もつかないカンフーの達人たちであり、圧倒的な武術によって斧頭会の連中を軽々と撃退してしまう。これを知った斧頭会のボスは報復措置として、強力な古琴の技を使う二人組を送り込む。凄まじい音波攻撃の前に豚小屋砦の達人たちが次々と倒されていく。その鳴り響く戦闘音を耳にして、日頃から住民を厳しく管理している大家の夫婦（ユン・ワー、ユン・チウ）が激怒し、この二人組と対峙し楽々と退ける。実は彼らこそ、太極拳の達人・楊過と「獅子の雄叫び（獅子咆哮功）」の使い手・小龍女という伝説の武術家カップルなのであった。メンツを失った斧頭会は切り札とばかりに、監獄に幽閉中であった最強の殺し屋「火雲邪神（ブルース・リャン）」を解き放ち、対決させることに。火雲邪神の力は無敵で、最強と思われた大家夫婦をも圧倒する。その最中、シンも火雲邪神の拳で顔面を地面深くめり込まされ、瀕死の重傷を負う。しかし、この時の攻撃によって、シンの体内に秘められていた伝説の武術「如来神掌」が覚醒する。シンが怪しい浮浪者から少年時代に買わされたインチキ教本とは、実は本物の奥義書なのであった。夫婦は鐘を使って獅子咆哮功の威力を倍増させることで辛くも火雲邪神たちを一時的に退け、その隙に重症のシンを連れて、その場を脱出する。その後、目覚め覚醒したシンは驚異的な力を発揮し、豚小屋砦に攻め入った火雲邪神たちとの壮絶な戦いに挑む。

## 配役
周星馳（チャウ・シンチー）
通称シン。主人公のチンピラ。火雲邪神によって瀕死の重傷を負った後、全身の功が開き如来神掌の使い手に目覚める。
林子聰（ラム・ジーチョン）
シンの相方にして、彼と一緒にチンピラ紛いのこと事をしていた。太っている。
元華（ユン・ワー）
豚小屋砦の大家(夫)。その正体は楊過。かつて格闘技大会で息子を殺された。この作品では太極拳の使い手。
元秋（ユン・チウ）
豚小屋砦の大家(妻)。その正体は小龍女。この作品では獅咆哮の使い手。
黄聖依（ホアン・シェンイー）
ろう者のアイスキャンデー売り。本作のヒロイン。子供の頃、心無い近所の子供たちにいじめられていた所をシンに助けられた。その後偶然シンと再会する。
董志華（ドン・ジーホウ）
粥麺屋の主人。その正体は五郎八卦棍の使い手。優しい性格で英語を使うことがある。
趙志凌（チウ・チーリン）
仕立屋の主人。その正体は洪家鐵線拳の使い手。オネエ風でナヨナヨしている。
行宇（シン・ユー）
人足。その正体は十二路譚腿の使い手。無口だが、強靭な肉体と脚力の持ち主。
陳國坤（チャン・クォックワン）
斧頭会の組長。通称サム。火雲邪神を怒らせたため殺される。
田啓文（ティン・カイマン）
眼鏡をかけた斧頭会組長の相談役。実は空手の黒帯という設定があり、シンに挑む未公開シーンがある。
梁小龍（ブルース・リャン）
見た目はただの中年男性だが、その正体は最強の殺し屋、火雲邪神。この作品では崑崙派蛤蟇功（こんろんは　がまこう）の使い手。その凶悪さから長い間、牢獄に閉じ込められていた。
賈康熙（ジア・カンシー)
琴奏者。古琴波動拳の使い手。豚小屋砦の達人達を始末するため斧頭会に馮克安と共に雇われる。盲目。
馮克安（フォン・ハクオン）
琴奏者。賈康熙の相方で同じく古琴波動拳の使い手。盲目ではない。
何文輝（ホー・マンファイ）
豚小屋砦の住人で床屋。半ケツ。
林雪（ラム・シュー）
斧頭会の副組長。シン・ユーによって吹っ飛ばされる。
馮小剛（フォン・シャオガン）
鰐革命の組長。サムによって殺される。
袁祥仁（ユエン・チョンヤン）
謎の浮浪者。少年時代のシンに如来神掌の奥義書を授けた。

## キャスト
| 役名           | 俳優                   | 日本語吹替 | 日本語吹替                                                         |
| 役名           | 俳優                   | 劇場公開版 | TBS版                                                              |
| -------------- | ---------------------- | --- | ------------------------------------------------------------------ |
| シン           | チャウ・シンチー       | 山寺宏一 | 山寺宏一                                                           |
| シンの相方     | ラム・ジーチョン       | 草尾毅 | 草尾毅                                                             |
| 楊過           | ユン・ワー             | 樋浦勉 | 樋浦勉                                                             |
| 小龍女         | ユン・チウ             | 磯辺万沙子 | 磯辺万沙子                                                         |
| 粥屋の主人     | ドン・ジーホワ         | 坂東尚樹 | 坂東尚樹                                                           |
| 仕立て屋の主人 | チウ・チーリン         | 岩崎ひろし | 岩崎ひろし                                                         |
| 人足のキョン   | シン・ユー             | 楠大典 | 楠大典                                                             |
| 斧頭会組長     | チャン・クォックワン   | 矢尾一樹 | 矢尾一樹                                                           |
| 斧頭会副組長   | ラム・シュー           | 大川透 | 大川透                                                             |
| 斧頭会相談役   | ティン・カイマン       | 茶風林 | 茶風林                                                             |
| 火雲邪神       | ブルース・リャン       | 屋良有作 | 屋良有作                                                           |
| 琴奏者1        | ジア・カンシー         | 千葉繁 | 千葉繁                                                             |
| 琴奏者2        | フォン・ハクオン       | 辻親八 | 辻親八                                                             |
| 散髪屋         | ホー・マンファイ       | 山口勝平 | 山口勝平                                                           |
| チャン         | カイ・シー・チェン     | 雨蘭咲木子 | 雨蘭咲木子                                                         |
| 幼少時代のシン | ハオ・ティアン・ユアン | 村上想太 | 村上想太                                                           |
| いじめっ子     | ラム・ツシン           | 伊丸岡篤 | 伊丸岡篤                                                           |
| アイス売り     | ホアン・シェンイー     | 重松朋 | 重松朋                                                             |
| 謎の老人       | ユエン・チョンヤン     | 後藤哲夫 | 後藤哲夫                                                           |
| その他         | -                      | 田畑ゆり 田野恵 宮本侑芽 宮里駿 持丸加賀 小野隆世 久野美咲 OH!くん                                                           | 田畑ゆり 田野恵 宮本侑芽 宮里駿 持丸加賀 小野隆世 久野美咲 OH!くん |
| その他         | -                      | 宇野章午 高橋裕二 柳沢剛 藺草英己 軽部真一 高島彩 吉崎仁康 森脇淳 松枝隆一 大橋雄介 上岡元 金田祐幸 岡本匡史 川崎聡 坪内一樹 | 落合弘治 チョー たかはし智秋 田原正治 武田幸史 野沢聡 小柳良寛     |
| 演出           |                        | 岩見純一 | 岩見純一                                                           |
| 翻訳           |                        | 松崎広幸 水田菜穂 | 松崎広幸 水田菜穂                                                  |
| 制作           |                        | S・P・E・J フジテレビ ACクリエイト                                                                                           | S・P・E・J ACクリエイト                                            |

- 劇場公開版：ソフト収録。多数のFNNアナウンサーが声優として参加している。
- TBS版：上記のアナウンサー出演部分を声優に差し替えたもの。初回放送・2014年1月15日『水曜プレミア』

## ワイヤーアクション
シンチーが本作の製作を手がけ始めた頃、フジテレビの『トリビアの泉』のとあるトリビアの証明VTRで特別出演依頼を受けて来日。VTR収録の際に使用したワイヤーを周がいたく気に入り（撮影後に笑顔で褒め称えるほど品質が高かった）、日本で購入して中国に持ち帰った。そして、このトリビアの泉のVTR収録で使用したワイヤーを本作にも使用している。